# Saint-Didier-en-Brionnais
Saint-Didier-en-Brionnais é uma comuna francesa na região administrativa de Borgonha-Franco-Condado, no departamento Saône-et-Loire. Estende-se por uma área de 11,08 km². Em 2010 a comuna tinha 140 habitantes (densidade: 12,6 hab./km²).